# Konstantin Wladimirowitsch Prichodtschenko
Konstantin Wladimirowitsch Prichodtschenko (russisch Константин Владимирович Приходченко; * 29. März 1972 in Belgorod) ist ein russischer Sportschütze, der sich auf die Schießdisziplinen mit den verschiedenen Gewehren spezialisiert hat.
Konstantin Prichodtschenko startet für ZSKA Moskau. Er trat erstmals 2004 in Athen bei Olympischen Sommerspielen an. Im Wettbewerb mit dem Luftgewehr erreichte er den 29. Platz. Vier Jahre später nahm er in Peking an seinen zweiten Spielen teil. Sowohl mit dem Luftgewehr als auch im Liegendanschlag mit dem Kleinkalibergewehr erreichte er die Finaldurchgänge und belegte in beiden Disziplinen am Ende den fünften Platz. Bei den Europameisterschaften gewann Prichodtschenko 2003 im Dreistellungskampf mit der KK-Büchse hinter Rajmond Debevec ebenso wie mit der russischen Mannschaft Silber.

## Belege
1. ↑  http://www.sport-komplett.de/sport-komplett/sportarten/s/schiessen/hst/46.html

| Personendaten    | Personendaten                                   |
| ---------------- | ----------------------------------------------- |
| NAME             | Prichodtschenko, Konstantin Wladimirowitsch     |
| ALTERNATIVNAMEN  | Приходченко, Константин Владимирович (russisch) |
| KURZBESCHREIBUNG | russischer Sportschütze                         |
| GEBURTSDATUM     | 29. März 1972                                   |
| GEBURTSORT       | Belgorod                                        |